# Сюрея Юсуф
Сюрея Юсуф (на турски: Süreyya Yusuf; на македонска литературна норма: Сурејја Јусуф) е югославски учен (тюрколог) и писател в Прищина от Велес, Социалистическа Република Македония, от турски произход.

## Биография
Роден е в 1923 година във Велес, тогава в Кралството на сърби, хървати и словенци. Учи във Велес и завършва Великото медресе в Скопие, където се преселва семейството му.
Член е на югославския комсомол – Съюз на комунистическата младеж на Югославия, от 1939 г. Участва в съпротивата срещу окупаторите през Втората световна война.
След войната заминава за Белград да следва. Дипломира се във Философския факултет на Белградския университет, специалност „Източни езици и литература“ през 1951 г.
Същата 1951 година се жени и се установява в Прищина. Работи като учител, после е назначен за директор на начално училище „Мето Байрактар“ в града. Междувременно подготвя детски предавания на турски език по Радио Прищина.
Преподава турски език и литература: отначало за кратко в Педагогическото училище „Никола Карев“ в Скопие, а от 1963 г. – във Висшето педагогическо училище в Призрен. От 1973 г. е преподавател в Катедрата по ориенталистика на Философския факултет в Прищинския университет.
Умира от сърдечен удар в с. Йорен (вилает Балъкесир), Турция на 19 юли 1977 г. Погребан е с почести в родината си
Съпругата му също е преподавател. Имат син д-р Танер Юсуф и дъщеря
На него е наречен амфитеатър „Сюрея Юсуф“ в Тракийския университет в Одрин, открит през 2011 г.

## Творчество
В 1972 година публикува книгата си „Јазикот и ние“. В 1974 година издава сборник разкази „Али Ага“, а в 1976 година излиза от печат антологията му „Турската поезија во Југославија“.
Трудове (със заглавия на турски):
- Dilimiz ve Biz, 1972
- Ömrümün Tek Rüyası (пиеса), 1972
- Ali Ağa (разкази), 1974
- Yugoslavya Türk Şiiri Antolojisi, 1976
- Öyküler, изд. Tan Yayınları, Прищина, 1982
- Dil Çalışmaları, изд. Tan Yayınları, Прищина, 1984
- Ramazan Akşamları (превод от Бранислав Нушич)